# Niphona obscura
Niphona obscura är en skalbaggsart som beskrevs av Stefan von Breuning 1938. Niphona obscura ingår i släktet Niphona och familjen långhorningar. Inga underarter finns listade i Catalogue of Life.